# Fragg

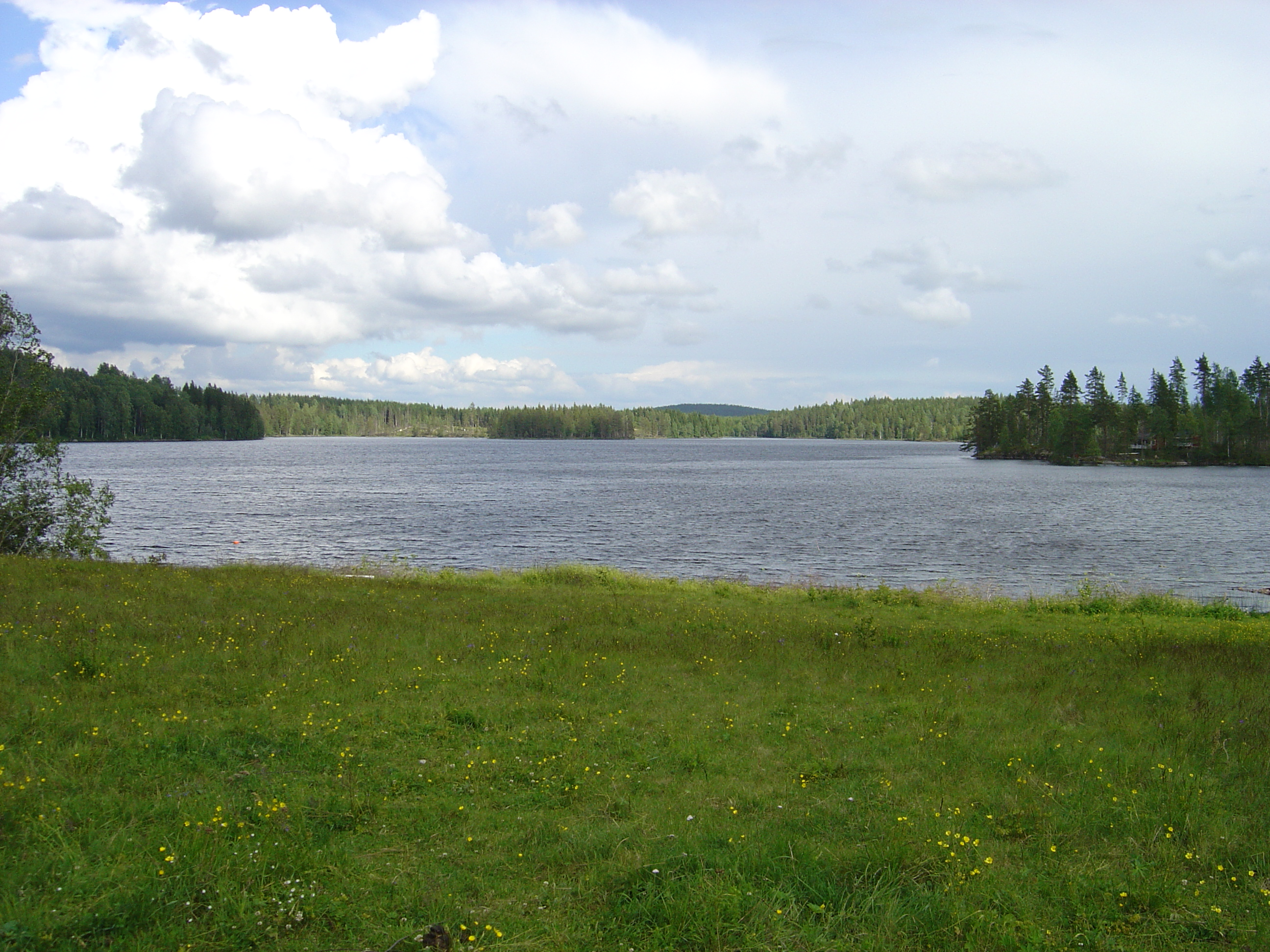
Sjö Fraggen sedd från väster.

Fragg är en by i norra Västmanland i Norbergs kommun, Norbergs socken. 
Fragg har gamla anor med flera olika ruiner och kvarlämningar från hyttdrift. Det har även funnits en anläggning för framställning av gengas.
Sjön Fraggen har gett namn åt byn som ligger utefter dess stränder. Timmer har flottats över sjöarna i byns närområde för vidare transport ner. Det har funnits ett sågverk längre upp mot sjön Orgen.